# Filosofia del segle XIX
La filosofia del segle XIX agrupa tots els pensadors i corrents filosòfics del segle xix i està marcada per la pugna entre la raó sorgida de la Il·lustració precedent i l'auge de l'individu o la passió de moviments com el Romanticisme. La situació de la persona enfront de la història se suma a la tradicional preocupació per l'encaix entre el subjecte i la societat. A partir de la influència de Kant, es reorganitza també la mateixa disciplina de la filosofia, ara ja semiprofessionalitzada i independent d'altres estudis. La segueix la filosofia del segle XX.

## Les escoles del canvi
Hereus del racionalisme precedent, van sorgir diversos corrents que volien donar compte alhora del conjunt de l'ésser, amb un enfocament globalitzador, i de com aquest estava subjecte a l'esdevenir històric. Les teories sobre l'evolució en biologia van ajudar a fonamentar aquestes escoles del canvi, que veien com una mateixa teoria explicava els mecanismes generals (en aquest cas la selecció natural) alhora que justificava les diferències entre cultures i èpoques (diferents espècies). Herbert Spencer va ser un dels qui va ajudar a traslladar l'evolucionisme a la filosofia.
L'idealisme alemany, per exemple, intentava explicar que tot allò que es percep és fruit de la ment i, per tant, que la idea, o l'absolut, poden explicar el món exterior i les pròpies sensacions (en afinitat amb el gust romàntic i anant més enllà del noümen). Un filòsof d'aquest corrent seria Johann Gottlieb Fichte, el qual va influir en Hegel. Aquest va acceptar el paper central de la idea però va mirar d'explicar com canviava al llarg del temps, segons el mecanisme de la dialèctica: una idea o tesi és refutada per una antítesi i la unió d'ambdues dona lloc a una síntesi, que esdevé la tesi del nou període. El moviment dialèctic es pot aplicar a les etapes històriques o al raonament humà. Un altre pensador destacat és Friedrich Schelling, qui defensava la bellesa com a idea suprema. El trascendentalisme americà s'inscriu en una línia similar als idealistes.
Arthur Schopenhauer s'oposà a aquestes concepcions, ja que pensava que el canvi històric no es podia reduir a una idea col·lectiva, sinó que responia a la voluntat individual. Cada persona actua seguint els seus impulsos i desitjos i la suma d'aquestes inèrcies fa avançar o retrocedir la comunitat. El nihilisme de Nietzsche portaria aquest postulat a l'extrem, afirmant que res no existeix fora de la voluntat de poder de l'home, sovint alienat per la cultura. Søren Kierkegaard va rebutjar també les tesis idealistes des d'un altre vessant, anticipant les idees de l'existencialisme del segle xx. Amb un pesssimisme semblant va escriure Eduard von Hartmann, el qual va treballar sobre l'inconscient que influiria en Sigmund Freud.
Friedrich Schleiermacher amb la seva reivindicació del sentiment i del dualisme va ajudar a desenvolupar les escoles del canvi i l'hermenèutica moderna. Un deixeble seu, Wilhelm Dilthey, va dividir el coneixement en les dues branques tradicionals de "ciències" i "lletres", afirmant que només les primeres podien regir-se per lleis absolutes i influència històrica.

## Les escoles cientifistes
A partir de l'empirisme, van sorgir tot un seguit de corrents que volien aplicar el rigor de la ciència a la filosofia. Per això rebutjaven tota idea abstracta no demostrable. El positivisme, per exemple, volia usar el mètode científic per a les disciplines lligades a les humanitats, amb Auguste Comte i Ernst Mach al capdavant. L'historicisme va ser una conseqüència d'aquest positivisme. Basant-se en les troballes del comparatisme lingüístic, va voler examinar el canvi històric no des de nocions rectores sinó en fets objectius i en una metodologia rigorosa.
El materialisme del segle xix, amb Ludwig Feuerbach, va modernitzar les antigues teories monistes amb ajuda dels avenços científics. No existeix res fora del cos, d'allò perceptible, i els canvis socials es poden explicar mitjançant l'anàlisi objectiva de com l'home es relaciona amb el seu entorn físic. Els materialistes van defensar un ateisme que sovint va acabar sent anticlerical. Friedrich Albert Lange va voler reconciliar les tesis materialistes amb les aportacions idealistes mitjançant el neokantisme o relectura de Kant: ja el pensador il·lustrat havia dividit els dos dominis del pensament, ambdós vàlids. Altres neokantians van aprofundir en aquesta idea, sense que per això desaparegués el materialisme.
El pragmatisme, sorgit a finals del segle xix amb filòsofs com Charles Sanders Peirce, afirmava que s'havia d'extreure el pensament de la pràctica, de les dades, i conformar-se amb la millor veritat possible que se'n pogués derivar, sense abstraccions innecessàries ni escepticisme radical. Els pragmatistes van escriure sobretot als Estats Units, anticipant l'escletxa amb la filosofia europea que sorgiria dècades després. No neguen la metafísica, com els positivistes, sinó que la integren dins l'experiència ampliada del subjecte, que inclou allò que succeeix a la seva ment. Per això va influir fortament en la psicologia, aleshores naixent.
El desenvolupament de la lògica durant aquest segle pot ser vist com un altre vessant del cientifisme. Els seus seguidors creien que era el llenguatge universal del pensament i per això van ajuntar lingüística, matemàtiques i filosofia per modernitzar la disciplina i fer-la adient per parlar dels nous problemes de la filosofia contemporània.

## Les escoles polítiques
Un tercer grup de corrents filosòfics es va ocupar durant el segle xix de la política d'una manera especial, unint influències dels il·lustrats i dels altres grups de pensadors coetanis. Es va seguir conreant el liberalisme que ja havia demanat anteriorment més poder per al poble i menys intervenció de l'estat, en ple procés de modernització.
L'utilitarisme és la doctrina ètica i política que afirma que cal moure's per cercar la màxima felicitat possible per al major nombre de persones. Té en comú amb els filòsofs del canvi l'èmfasi en una idea absoluta com a motor (en aquest cas la felicitat) però el sentit pràctic dels cientifistes. John Stuart Mill n'és el màxim representant. Georg Simmel va afirmar que pensar en la resta (altruisme) requereix un nivell de consciència superior i va estudiar com aquest apareixia en la interacció social.
El marxisme pren el concepte de dialèctica hegelià i ho centra en el materialisme, concretament en les estructures socioeconòmiques observables per explicar que la lluita de classes és el que fa avançar la història i que el proletariat es troba alienat per no poder gaudir dels beneficis plens del seu treball, ja que depèn de l'amo dels mitjans de producció per tenir feina. Proposa la igualtat social després d'una revolució que aboliria la propietat privada i el capitalisme que en resulta.
L'anarquisme volia eliminar tota estructura de poder, no solament l'econòmica, perquè creu que cada persona és radicalment lliure i que s'ha de governar a ella mateixa. Per això desconfiava de tota estructura externa i va alimentar diversos processos revolucionaris i l'auge del moviment obrer no marxista. Es considera Mikhaïl Bakunin el seu fundador.